# Vasvári Pál (zenész)
Vasvári Pál (Budapest, 1957. május 26. – 2016. június 23.) basszusgitáros, nagybőgős, zeneszerző és zenei producer.

## Pályafutása
1981-ben végzett a Bartók Konzervatóriumban, de már 1979 óta játszott különböző formációkban, amelyekben a zenésztársai többek között Szakcsi Lakatos Béla – zongora, Gárdonyi László – zongora, Tony Lakatos – szaxofon, Csepregi Gyula – szaxofon, Frankie Látó – hegedű, Babos Gyula – gitár, Birta Miklós – gitár, Tóth Gyula – gitár, Kőszegi Imre – dob és a szintén dobos Jávori Vilmos voltak.

## Zenekarok
- Bacillus
- Új Rákfogó
- Vasvári Group
- Hungarian World Music Orchestra
- In Line
- Kőszegi Quartet
- Tony Lakatos Group

## Diszkográfia
- In Line (1989)
- Twin Lines 2000
- In Line 2000 (2000)

## Fordítás
- Ez a szócikk részben vagy egészben  a   Pál Vasvári című német Wikipédia-szócikk fordításán alapul.  Az eredeti cikk szerkesztőit annak laptörténete sorolja fel. Ez a jelzés csupán a megfogalmazás eredetét és a szerzői jogokat jelzi, nem szolgál a cikkben szereplő információk forrásmegjelöléseként.